# I Like It (chanson de Crystal Kay)
Pour les articles homonymes, voir I Like It.
Singles de Crystal Kay
Boyfriend -part II-
(2003) Candy
(2003)
I Like It est le 11e single de la chanteuse Crystal Kay sorti sous le label Sony Music Entertainment Japan le 18 juin 2003 au Japon. Il atteint la 8e place au classement de l'Oricon et reste classé treize semaines. Ce single est en collaboration avec M-Flo, et s'intitule I Like It (Crystal Kay loves m-flo), il est en lien avec le single des M-Flo, REEEWIND! (m-flo loves Crystal Kay).
I Like It a été utilisé comme thème musical pour la publicité Tokyo Mode Gakuen. Over The Rainbow est une reprise de la chanson homonyme de Judy Garland sortie en single en 1939; elle a été utilisée comme thème musical pour la publicité Mitsubishi Colt. Les deux chansons se trouvent sur l'album 4 Real de Crystal Kay; Over The Rainbow est aussi présente sur la compilation Natural -World Premiere Album-; tandis que I Like It est aussi présente sur les compilations CK5, Best of Crystal Kay et sur l'album de remix The Best Remixes of CK.

## Liste des titres
| 1. | I Like It               | Crystal Kay et M-Flo | Crystal Kay et M-Flo | 5:44 |
| 2. | Over The Rainbow        | E.Y. Harburg         | Harold Arlen         | 3:54 |
| 3. | Reeplay! (by DJ HASEBE) |                      |                      | 4:32 |